# Захаров, Михаил (борец)
Михаил Захаров (род. 20 июня 1986, Усть-Алданский улус, Якутская АССР) — российский и киргизский вольного стиля, член сборной Кыргызстана, участник чемпионата мира.

## Карьера
В 2005 году на чемпионате России среди юниоров стал вторым. В августе 2005 года в польском Вроцлаве стал бронзовым призёром юношеского чемпионата Европы. В октябре 2009 в Якутске стал вторым на мемориале Дмитрия Коркина. В октябре 2010 года в Якутске стал серебряным призёром мемориала Дмитрия Коркина. В августе 2010 года завоевал серебряную медаль мемориала Циолковского в Варшаве.

## Спортивные результаты
- Чемпионат России по борьбе среди юниоров 2005 — ;
- Чемпионат Европы по борьбе среди юниоров 2005 — ;
- Чемпионат мира по борьбе среди студентов 2008 — ;
- Чемпионат мира по борьбе 2010 — 29;